# Tåsinge
Tåsinge er en ø i det Sydfynske Øhav med et areal på 70 km² og 6.146 indbyggere. Ligger i Svendborg Kommune.
Øen er i nord forbundet med Fyn ved Svendborg via Svendborgsundbroen og i syd med en dæmning, Siødæmningen og Siøsundbroen til Siø og derfra ved Langelandsbroen til Rudkøbing på naboøen Langeland. De største byer på Tåsinge er Vindeby (nærmest en forstad til Svendborg) og Troense.
Den mere end 200 km lange vandrerute Øhavsstien, der strækker sig over store dele af Sydfyn fortsætter over den østlige del af Tåsinge og videre til Langeland.

## Historie
Christoffer 2. skænkede i 1329 Tåsinge til hertugen af Sachsen-Lauenburg, men øen kom i kronens besiddelse igen i 1400 tallet. Ellen Marsvin købte i 1623 hovedparten af Tåsinge, og den blev i 1678 erhvervet af admiral Niels Juel. Sønnen Knud Juel samlede hele øen under Valdemars Slot. I 1911 påbegyndtes udstykningen af gårdene.
Nær slottet ved Bregninge/Landet-vejen findes Ambrosius-egen, et over 500 år gammelt og meget anseligt egetræ opkaldt efter digteren Ambrosius Stub, der opholdt sig på slottet i perioden 1741-1752.
På Landet Kirkegård ligger kæresteparret, cirkusprinsessen Elvira Madigan og den svenske løjtnant Sixten Sparre, begravet. De blev fundet skudt i Nørreskoven på Tåsinge i juli 1889 efter at være løbet bort sammen.

## Terræn
Terrænmæssigt deles øen op i en nordlig del domineret af den 72 m høje Bregninge Kirkebakke og en sydlig del med et svagt bølget morænelandskab. Den lavvandede havbugt Lunkebugten skærer sig dybt ind i østkysten og adskiller Vemmenæshalvøen med sommerhusområde fra det øvrige Tåsinge. Det centrale Tåsinge er præget af levende hegn, frugtplantager og små landsbyer med gadekær.

## Galleri
- Langdyssen Capeshøj på øens vestlige del
- Den 40 m brede og 7 m høje rundhøj Ingershøj syd for Vindeby

## Befolkningstal
| År   | Antal indbyggere |
| ---- | ---------------- |
| 1998 | 6.177            |
| 1999 | 6.200            |
| 2000 | 6.184            |
| 2001 | 6.071            |
| 2002 | 6.054            |
| 2003 | 6.111            |
| 2004 | 6.127            |
| 2005 | 6.192            |
| 2006 | 6.155            |
| 2007 | 6.160            |
| 2008 | 6.188            |
| 2009 | 6.217            |
| 2010 | 6.187            |
| 2011 | 6.194            |
| 2012 | 6.210            |
| 2013 | 6.174            |
| 2014 | 6.124            |
| 2015 | 6.100            |
| 2016 | 6.111            |
| 2017 | 6.146            |
| 2018 | 6.151            |

## Landsbyer
- Bjerreby
- Vårø
- Bregninge
- Bjernemark
- Gammel Nyby
- Gesinge
- Hellev
- Landet
- Lundby
- Ny Nyby
- Skovballe
- Stjovl
- Strammelse
- Sundhøj
- Søby
- Troense
- Vemmenæs
- Vindeby

## Kendte personer
- Valdemark Christian (Greve): 1622-1656
- Niels Juel (Admiral): 1629-1697
- Knud Juel (Hofmester): 1665-1709
- Niels Pedersen Lucoppidan (Poet): 1686-1730
- Carl Juel (Embedsmand): 1706-1767
- Frederik Juel (Officer): 1761-1827
- Martin Richard Flor (Videnskabsmand): 1772-1820
- Jens Rasmussen Jacobsen (Politiker): 1818-1873
- C.C Bønløkke (Politiker): 1828-1908
- Bengt Edvard Sixten Sparre (Dragonløjtnant): 1854-1889
- Elvira Madigan (Linedanserinde): 1867-1889
- Niels Hansen (Maler): 1880-1946
- Karen Højte Jensen (Politiker): 1938-
- Caroline Fleming (Model, tidl. baronesse): 1975-
- Trine Nielsen (Tidl. håndboldspiller): 1980-
- Rasmus Minor Petersen (en) (Fodboldspiller): 1988-

## Tåsinge anno 1778
Taasinge, en ø i det lille bælt, lige overfor Svendborg, i Nyborg Amt, Fyns Stift, er henved 2 mil lang og knapt 1 mil bred; tilforn kaldet Thorsland [Thorseng]. Grunden er jævn og lav, meget frugtbar og særdeles bekvem til bygsæd, samt mange græsgange. Skovene er skønne, har eg, bøg og ask, mangfoldigt vildt og meget fersk- og saltvandsfiskeri. Indbyggerne er meget stræbsomme og vel oplagte [dygtige] til sejlads. På øen er 3 kirker, som hører til Sunds Herred i Nyborg Amt, nemlig Bregninge, Lande og Bierrebye, med tilhørende 17 landsbyer. Øen har sin egen birkeret, som holdes på Valdemars Slot [...som] har et smukt kapel og en prægtig have. Slotsladegårdens frie hovedgårdstakst [skat] 56 tdr., 4 skp. 2 fd., 1 alb. Skovskyld 13 tdr., 2 skp. 2 fd., 2 alb. Mølleskyld 6 tdr. Landets hele hovedgårdstakst er over 9 tdr. Imellem øen og det faste land ligger holmene Kikholm og Egholm, som bruges til græsning. Alt bøndergodset hører under stamhuset, undtagen 3 bøndergårde, som hører under Faareveile Gods på Langeland

## Andet
Fra Bregninge Kirke (74 m o.h.) har man i klart vejr en bred udsigt over Sydfyn, Als, Sjælland og det Sydfynske Øhav.
Indbyggerne på Tåsinge kaldes tøsinger.